# Sardzsa (település)
Sardzsa (arabul: الشارقةّ, kiejtve aš-Šāriqa; angolul: Sharjah) város az Egyesült Arab Emírségek északkeleti részén, a Perzsa-öböl partvidékén az azonos nevű emírség székhelye. Dubaj és Abu-Dzabi után az Egyesült Arab Emírségek 3. legnagyobb városa, lakosainak száma 801 ezer fő volt 2008-ban.
A város közigazgatási, kulturális, oktatási, ipari és kereskedelmi központ, amely mintegy 7,4%-át adta az ország GDP-jének.
A 2001-ben bevezetett illemtörvény alapján a városban a térdet, vállat, könyököt eltakaró ruházatot kell viselni. A tengerparton nem megengedett a fürdőruha viselete. A városban és az emírség területén mindennemű alkohol fogyasztása tilos.

## Látnivalók
Lenyűgözőek a város új épületei, mecsetjei, a postahivatal, az új bazár, a szórakoztató központok (Al Jazeirah Fun Park, Al Buheirah Corniche stb). További látnivalók a régi bazár, a múzeumok, a hagyományos arab házak, az aranypiac.

## Galéria

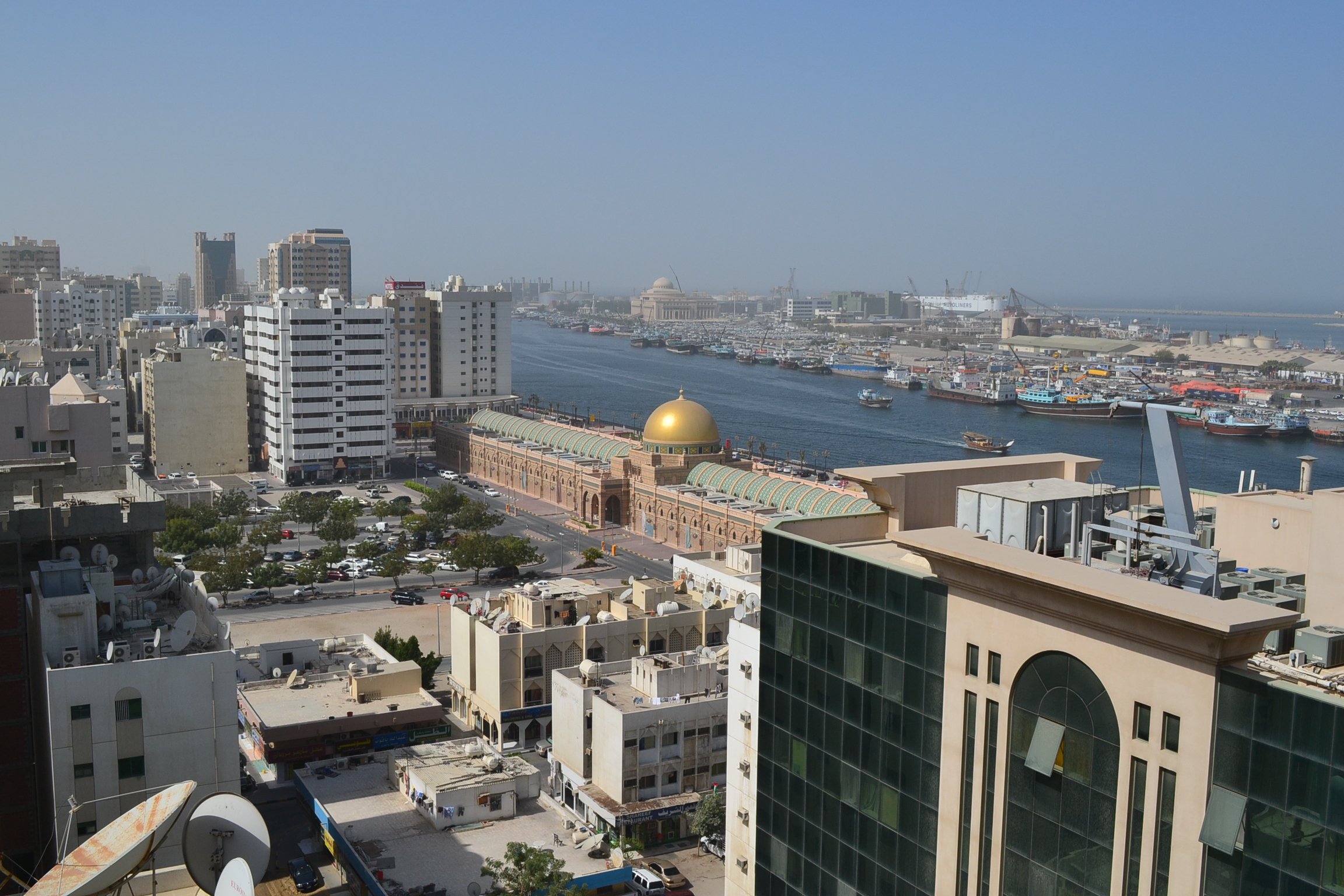
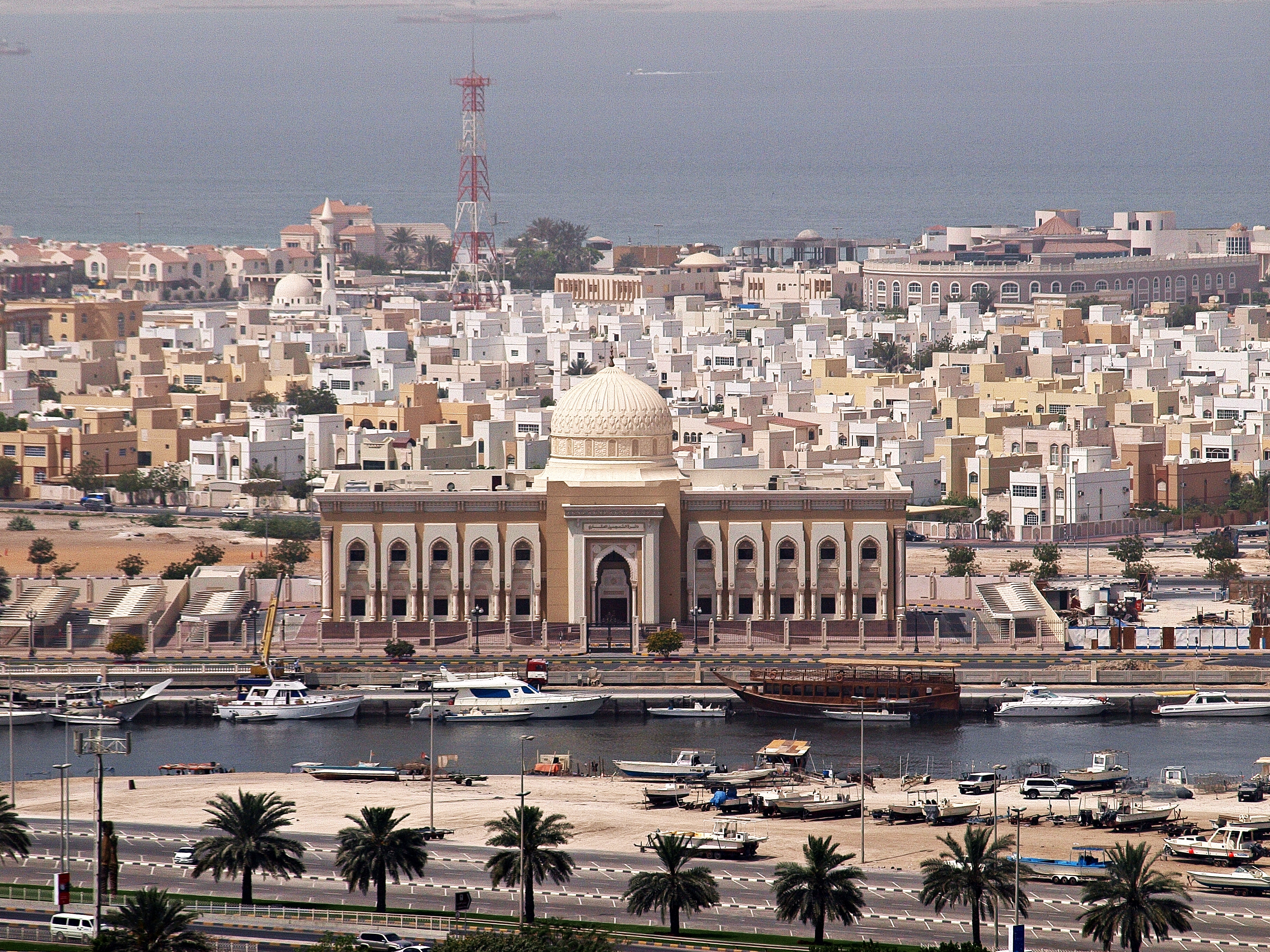

## Fordítás
Ez a szócikk részben vagy egészben  a   Sharjah (city) című angol Wikipédia-szócikk fordításán alapul.  Az eredeti cikk szerkesztőit annak laptörténete sorolja fel. Ez a jelzés csupán a megfogalmazás eredetét és a szerzői jogokat jelzi, nem szolgál a cikkben szereplő információk forrásmegjelöléseként.